# معاملة المثليين في تشيلي
قد يواجه الأشخاص من المثليين والمثليات ومزدوجي التوجه الجنسي والمتحولين جنسياً (اختصاراً: LGBT) في تشيلي تحديات قانونية لا يواجهها غيرهم من المغايرين جنسيا. يعتبر النشاط الجنسي المثلي بين الرجال وبين النساء قانونيا في تشيلي، منذ 22 أكتوبر 2015، تتمتع المنازل التي يعيش فيها الشركاء المثليون على نفس الحماية القانونية المتاحة للأزواج المغايرين، وذلك داخل اتحاد مدني - باستثناء حقوق التبني وتسمية الزواج.

## قانونية النشاط الجنسي المثلي
يعتبر النشاط الجنسي المثلي بين البالغين، بالتراضي، وغير التجاري، قانونيًا في شيلي منذ عام 1999، لكن تحرير القانون الجنائي أوجد سنًا غير متكافئة للموافقة ولم يعدل قوانين الفاحشة العامة الغامضة، التي استخدمت في مضايقة الأشخاص من مجتمع المثليين في تشيلي.
في تشيلي، يبلغ سن عدم وجود قيود على الأنشطة الجنسية 18 عامًا، بينما يبلغ الحد الأدنى للسن القانونية على النشاط الجنسي 14 عامًا. توجد قيود بين 14 و 18 سنة (المادة 362 من قانون العقوبات التشيلي). حتى في حالة عدم ذكر ذلك بوضوح في المادة 362، في وقت لاحق، في المادة 365، يُعتبر النشاط الجنسي المثلي غير قانوني مع أي شخص يقل عمره عن 18 عامًا.
المادة 362. (بالإسبانية: El que accediere carnalmente، por vía vaginal، anal o bucal، a una persona menor de catorce años ، será castigado con presidio mayor en cualquiera de sus grados، aunque no concurra circunstancia alguna de las enumeradas en el artículo an el artículo)‏.
الترجمة: يعاقب بالسجن من أي شخص، عن طريق الوصول إلى الجسد، عن طريق المهبل أو الشرج أو الفم، إلى شخص دون سن الرابعة عشرة، إذا كانت الظروف المذكورة في المادة السابقة غير موجودة أيضًا.
يوجد أيضا في قانون العقوبات التشيلي، شخصية قانونية تسمى «إستوبرو» (بالإسبانية: estupro)‏. تحدد هذه الشخصية بعض القيود على العلاقات الجنسية مع الأطفال الذين تزيد أعمارهم عن 14 عامًا وأقل من 18 عامًا. ويحدد التشريع إستوبرو (المادة 363) أربع حالات ممارسة الجنس مثل هذا الطفل يمكن أن تعتبر غير قانونية حتى لو وافق القاصر على العلاقة (الجنس غير توافقي مع أي شخص من كبار السن من سن 14 يندرج في إطار تشريعات الاغتصاب، والمادة 361، في حين يقع أي اتصال جنسي مع أي شخص دون سن 14 عامًا بموجب قانون اغتصاب الأطفال، المادة 362.):
- عندما يستفيد المرء من شذوذ عقلي أو اضطراب للطفل، حتى لو كان عابرًا.
- عندما يستفيد المرء من تبعية أو علاقة تابعة للطفل، كما هو الحال في الحالات التي يكون فيها المعتدي مسؤولاً عن حضانة الطفل أو تعليمه أو رعايته، أو عندما تكون هناك علاقة عمل مع الطفل.
- عندما يستفيد المرء من الأطفال المهمشين بشدة.
- عندما يستفيد المرء من الجهل الجنسي أو عدم خبرة الطفل.

الأفعال الجنسية التي تنظمها المادتان 361 (الاغتصاب)، و 362 (اغتصاب الأطفال)، و 363 (إستوربو) و 365 (الجنس المثلي) تُعرَّف بأنها «وصول جسدي» (بالإسبانية: acceso carnal)‏، مما يعني إما الجماع الشفوي أو الشرجي أو المهبلي. هناك مواد أخرى في قانون العقوبات تنظم التفاعلات الجنسية الأخرى (المواد 365 مكرر، 366، 366 مكرر، 366 مكرراً ثالثاً، 366 ربع). المادة 365 مكرر، تنظم «إدخال الأشياء» إما في فتحة الشرج أو المهبل أو الفم. المادة 366 مكرر، تُعرّف «الفعل الجنسي» على أنه أي فعل ذي صلة ذو أهمية جنسية يتم عن طريق الاتصال الجسدي مع الضحية، أو التأثير على الأعضاء التناسلية للضحية أو فتحة الشرج أو الفم حتى في حالة عدم حدوث اتصال جسدي.
تنص المادة 369 على أن التهم المتعلقة بهذه الجرائم (المواد من 361 إلى 365) لا يمكن رفعها إلا بعد تقديم شكوى من قاصر أو ولي أمر القاصر أو الوصي أو الممثل القانوني. ومع ذلك، إذا لم يتمكن الطرف المسيء من تقديم الشكوى بحرية وكان يفتقر إلى ممثل قانوني أو أحد الوالدين أو الوصي، أو إذا كان الممثل القانوني أو الوالد أو الوصي متورطًا في الجريمة، فيجوز للوزارة العامة أن تمضي من تلقاء نفسها.
في ماي 2019، تمت صياغة قانون العقوبات الجديد وهو معلق في اللجنة القضائية الدستورية في تشيلي لمدة تسع سنوات حتى الآن، إذا تم سنه، فسيحدد السن القانونية للنشاط الجنسي العام المحدد في 14 عامًا (بغض النظر عن الجندر أو التوجه الجنسي)، ولكن يجب أن يمرر كونغرس تشيلي وتوقيع الرئيس ليدخل حيز التتفيذ.

### تاريخ
في عام 1810، كان السن القانونية للنشاط الجنسي 12 عامًا. في عام 1999، تم تحديد السن عند 14 عامًا لكل من البنات والأولاد فيما يتعلق بالعلاقات الجنسية المغايرة. تم إلغاء تجريم النشاط الجنسي المثلي في عام 1999، بعمر 18 عامًا. في عام 2011، أكدت المحكمة الدستورية في تشيلي أن سن الرضا هو 14 عامًا للعلاقات المغايرة (للفتيات والفتيان على حد سواء)، وكذلك أما بالنسبة للعلاقات المثلية بين النساء (امرأة-فتاة)، إلا أنها 18 بالنسبة للعلاقات الجنسية المثلية بين الرجال. في أغسطس 2018، رفضت المحكمة الدستورية مرة أخرى إعلان أن المادة 365 من القانون الجنائي غير دستورية، في تصويت 5-5، مما يؤكد للمرة الثانية في تاريخها أن السن القانونية للرجال المثليين هو 18، بينما بالنسبة للمغايرين جنسيا ومثليات الجنس فهو 14 سنة.

## الاعتراف القانوني بالعلاقات المثلية

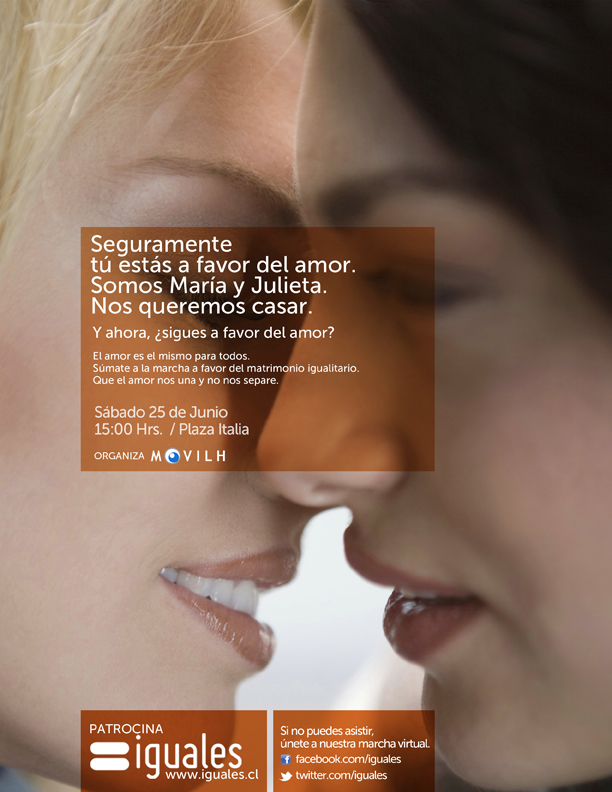
حملة تطالب بتشريع بزواج المثليين في تشيلي.

في مارس 2015، أصدرت وزارة الشؤون الخارجية تعميماً يعترف بالاتحادات المدنية المثلية وزواج المثليين الذي يُجرى في الخارج لأغراض الإقامة. قننت تشيلي الاتحادات المدنية منذ 22 أكتوبر 2015.

### الاتحاد المدني
تُمكّن قوانين الاتحاد المدني في تشيلي الشركاء المثليين أو الشركاء المغايرين المتساكنين من المشاركة في الملكية واتخاذ القرارات الطبية بالإضافة إلى المطالبة باستحقاقات التقاعد ووراثة الممتلكات في حالة وفاة شريكهم المدني. كما أن الحصول على حضانة طفل الشريك عند الضرورة أسهل بموجب القانون. يعترف القانون الجديد بزواج المثليين التي تتم في الخارج كاتحادات مدنية وتعترف بالأزواج المثليين وأطفالهم كأسرة.
في أغسطس 2011، قدم الرئيس سبستيان بنييرا مشروع قانون إلى الكونغرس سيسمح بالمساكنة المسجلة. بعد 4 سنوات من النقاش وتحسين الأحكام التي تمت إضافتها خلال إدارة الرئيسة ميشال باشليت، تم تمرير مشروع القانون في كلا المجلسين في 28 يناير 2015. في 13 أبريل 2015، تم توقيع القانون من قبل الرئيسة باشيليت ونشر في الجريدة الرسمية في 21 أبريل 2015. ودخل حيز التنفيذ في 22 أكتوبر 2015.
في 1 كانون الأول/ديسمبر 2016، وافق مجلس النواب بالإجماع (باستثناء امتناع 6 عن التصويت) على مشروع قانون لمنح الشركاء الذين يدخلون في اتحاد مدني خمسة أيام عطلة، مثل الأزواج المغايرين المتزوجين. تمت الموافقة على مشروع القانون من قبل مجلس الشيوخ في أكتوبر 2017، في تصويت بالإجماع 15 صوتا لصالحه مقابل عدم تصويت أي عضو ضده (15-0). دخل القانون حيز التنفيذ في في 8 نوفمبر 2017.

### مشروع قانون زواج المثليين
في 28 أغسطس 2017، قدمت الرئيسة ميشال باشليت «مشروع قانون المساواة في الزواج»، وفاءً بالوعد الانتخابي وكجزء من «اتفاقية التسوية الودية» الموقعة في يونيو 2016 من قبل دولة تشيلي مع حركة المثليين للاندماج والتحرير، في سياق الدعوى القضائية المرفوعة أمام لجنة الدول الأمريكية لحقوق الإنسان، والتي تنطوي على عدم وجود الحق في زواج المثليين رفعت من قبل ثلاثة أزواج مثليين في تشيلي.
سيعدل مشروع القانون تعريف الزواج الوارد في المادة 102 من القانون المدني، ليحل محل العبارة التي تحدده على أنه «اتحاد بين رجل وامرأة»، بعبارة «الاتحاد بين شخصين». بالإضافة إلى ذلك، يقنن التدبير الحق في التبني المشترك والأبوة التلقائية للأزواج المثليين. في مايو 2019، لا يزال مشروع القانون قيد المناقشة من قبل كونغرس جديد ورئيس جديد.

## التبني وتنظيم الأسرة
ينص القانون التشيلي على السماح للأشخاص العزاب بالتبني، بغض النظر عن توجههم الجنسي. يُسمح للشركاء المثليين بالتقدم بطلب للتبني. إذا تمت الموافقة على مقدمي الطلبات على أنه مناسب للتبني، فإن واحدًا منهم قانونيًا هو الوالد القانوني للطفل. بالنسبة للشركاء المثليين، داخل اتحاد مدني أو لا، الذين يقومون بتربية طفل معًا، إذا توفي الوالد القانوني (عبر الولادة أو التبني)، فمن السهل على الوالد الباقي على قيد الحياة حضانة طفل الشريك. في تشيلي، يجب على الأسر أو الأفراد المهتمين بالتبني التقدم بطلب والموافقة عليه من قبل الخدمة الوطنية للقصر، والتي تحتفظ بسجل الأطفال المؤهلين للتبني. تمنح الموافقة النهائية من قبل محكمة الأسرة. وفقا للدراسات التي أجراها حركة المثليين للاندماج والتحرير، 10% من الأزواج والشركاء المثليين يعلنون إنجاب أطفال في تشيلي. في 86% من الحالات، تحتفظ الأمهات المثليات بأطفالهن، في حين أن 33% فقط عندما يتعلق الأمر بالوالدين المثليين من الرجال.
بالإضافة إلى ذلك، يتم تعريف علاقة القرابة بالولاية، وبالتالي، لا يمكن للأزواج المثليون الحصول على اعتراف لأطفالهم في شهادة الميلاد. في مارس 2015، قدمت أم مثلية الجنس التماسًا طوعيًا إلى محكمة الأسرة ليتم الاعتراف بابنتها قانونًا على أنها ابنة شريكتها أيضا. في نوفمبر 2015، حكمت المحكمة العليا ضدها، في حكم قاضيين اثنين لصالح مقابل 3 قضاة ضد (2-3). في أبريل 2016، تم تقديم "مشروع قانون تنظيم قرابة أطفال العائلات المثلية إلى مجلس الشيوخ. إذا تم إقراره، فسيوفر مشروع القانون ثلاثة مسارات للاعتراف القانوني بقرابة الوالدين المثليين لأطفالهم.
ومن شأن «مشروع القانون المساواة في الزواج» الذي قدمته في أغسطس 2017 الرئيسة باشيليت، السماح بالتبني المشترك للأزواج المثليين والقرابة (الأبوة التلقائي)، لكلا الأزواج المثليين المتزوجين وغير المتزوجين. في سبتمبر 2017، قدم 10 نواب مشروع قانون للسماح بالتبني من قبل الشركاء المثليين داخل الاتحاد المدني.
حاليًا في عام 2019، يناقش الكونغرس التشيلي «مشروع قانون الإصلاح المتكامل لنظام التبني في تشيلي» الذي سيسمح بالتبني للأزواج المثليين. في 8 مايو 2019، أقر مجلس النواب مشروع القانون بأغلبية 104 أصوات لصالح مقابل 35 صوتًا ضد وامتناع 4 نواب عن التصويت (104-35-4)، مما يسمح بالتبني المشترك وتبني أحد الشريكين للطفل البيولوجي للشريك الآخر للشركاء المثليين، سواء داخل زواج، اتحاد مدني أو لا، ويحظر التمييز على أساس التوجه الجنسي والهوية الجندرية في عملية التبني. تم رفض تعديلين تم تقديمهما من قبل الحكومة سعيا إلى إثبات أن الأزواج المغايرين «الأب والأم» يجب أن يكونوا متميزين وذوي أولوية، على الأزواج والشركاء المثليين، ولكن تم إدخال تعديل «تمييزي» آخر بنجاح ينص على أنه «إذا كان الطفل أو المراهق يعبر عن رغبته في الحصول على أب وأم، فيجب على القاضي التفكير في الأمر بشكل تفضيلي». ينتقل مشروع القانون الآن إلى مجلس الشيوخ.

### تنظيم الأسرة
لا توجد قوانين تضمن أو تحمي الحق في الحصول على تقنيات التلقيح بالمساعدة. يمكن للزوجات والشريكات المثليات الحصول على علاجات التلقيح الاصطناعي، على الرغم من أنهم لا يتمتعون بتغطية تأمين طبي بسبب عدم إصابتهم بأمراض العقم.
حاليًا في تشيلي، لا يوجد تشريع محدد بشأن تأجير الأرحام. في يناير 2018، تم تقديم مشروع قانون للسماح بتأجير الأرحام غير التجاري للأزواج المثليين وحظر تأجير الأرحام التجاري لجميع الأزواج إلى الكونغرس.

### نيكولاس لديه أبوان
في عام 2014، تم نشر كتاب للأطفال يتناول أسر الآباء المثليين. يتم توزيع الكتاب حاليًا على أطفال ما قبل المدرسة في رياض الأطفال العامة في تشيلي. على الرغم من دعمها من قبل الحكومة التشيلية، «نيكولاس لديه أبوان» ليست مادة قراءة إلزامية لرياض الأطفال في جميع أنحاء البلاد.
«نيكولاس لديه أبوان» (بالإسبانية: "Nicolás tiene dos papás")‏، الذي كتبته حركة المثليين للاندماج والتحرير، يحكي قصة نيكولاس، وهو صبي صغير يعيش مع أبويه. من أماكن النوم والرحلات إلى الاستاد إلى لم الشمل مع والدته البيولوجية ويشرح لزملائه سبب وجود أبين له، يقود نيكولاس القراء خلال حياته اليومية.
يرعى الكتاب كل من المجلس الوطني لرياض الأطفال، ورابطة المعلمين الصغار، والمديرية الوطنية للمكتبات ودور المحفوظات والمتاحف، وأقسام علم النفس والطفولة المبكرة والتعليم الأساسي بجامعة تشيلي.

## الحماية من التمييز
يوجد في تشيلي قوانين ولوائح وسياسات عامة مختلفة تحمي مجتمع المثليين من التمييز. ومع ذلك، وفقًا لتقارير حركة المثليين للاندماج والتحرير السنوية حول حقوق الإنسان للتنوع الجنسي والجندري، يتم الإبلاغ عن مزيد من الحالات كل عام لأن هناك المزيد من التمكين لمجتمع المثليين من أجل الكفاح من أجل حقوقهم وإدانة الأفعال التمييزية.
كانت المادة 373 من قانون العقوبات، التي تستند إلى "جرائم الأخلاق والعادات الجيدة"، لسنوات المعيار القانوني الوحيد الذي استخدم الشرطة لمضايقة مجتمع المثليين، حتى بالنسبة للسلوك مثل مسك الأيدي في الأماكن العامة. في عام 2010، تم رفض مشروع قانون إلغاء المادة في لجنة الدستور والقانون والعدالة التابعة لمجلس النواب. ومع ذلك، فإن النسخة الرابعة عشرة من التقرير السنوي عن حقوق الإنسان للتنوع الجنسي في تشيلي لعام 2015، تؤكد في أحد فصولها على انتهاكات الشرطة والاعتقالات التعسفية من خلال الإشارة إلى أنه "لأول مرة منذ سبع سنوات لم تكن هناك أي انتهاكات من جانب الشرطة تم الإبلاغ عنها ضد المثليين والمثليات ومزدوجي التوجه الجنسي أو المتحولين جنسياً ". حقيقة إيجابية تأثرت بعمل إدارة حقوق الإنسان في كارابينيروس، والتي كانت تتفاعل بسرعة مع أي إدانة مشبوهة من رهاب المثلية ورهاب التحول الجنسي وتشجع بين المسؤولين، مختلف المحاضرات التدريبية".

### قانون مكافحة التمييز
يفرض القانون الذي دخل حيز التتفيذ منذ عام 2012 عقوبات على أفعال التمييز على أساس التوجه الجنسي والهوية الجندرية، ومنذ عام 2018، التعبير الجندري. يسمح للمواطنين برفع دعاوى ضد التمييز ويتطلب من الدولة وضع سياسات عامة لإنهاء التمييز. ويصف على أنه تمييز غير قانوني «أي تمييز أو إقصاء أو تقييد يفتقر إلى مبرر معقول، يرتكبه وكلاء الدولة أو الأفراد، ويسبب الحرمان أو الاضطراب أو يهدد الممارسة المشروعة للحقوق الأساسية». يعرف القانون أيضا باسم قانون زاموديو، على شرف دانييل زاموديو.

### السلع والخدمات
في تشيلي، يتم تنظيم العلاقة بين موردي السلع أو الخدمات والمستهلكين بموجب القانون رقم 19496 بشأن حماية حقوق المستهلكين. تنص المادة 3 على أنها حقوق أساسية للمستهلك، من بين أمور أخرى، الحق في عدم التمييز. يعرف قانون مناهضة التمييز الصادر عام 2012 التمييز ويشمل الحماية ضده على أساس التوجه الجنسي والهوية الجندرية والتعبير عنها.
في ديسمبر/كانون الأول 2012، في أول حكم بموجب قانون مناهضة التمييز، أمر القاضي موتيلًا بدفع غرامة لصالح زوجين مثليين لرفضهما الدخول، وأمر بعدم إمكانية رفض الدخول في مناسبة أخرى. كانت المحكمة المدنية الثالثة في سانتياغو مؤيدة للقول إن حرمان الخدمات أو المنتجات القائمة على التوجه الجنسي أو الهوية الجندرية أمر غير قانوني.

### التوظيف
منذ عام 2016، يحظر قانون التوظيف صراحة التمييز القائم على التوجه الجنسي والهوية الجندرية. يحظر قانون شمول التوظيف الصادر في مايو 2017، والذي يعدل أيضًا قانون النظام الإداري، أي عمل من أعمال التمييز التعسفي يؤدي إلى استثناءات أو قيود، بناءً على التوجه الجنسي والهوية الجندرية.
في عام 2004، أعلنت السلطات أن قواعد عدم التمييز المكفولة في قانون العمل تنطبق أيضًا على الأقليات الجنسية. في عام 2007، مكنت وزارة العمل، من خلال تنفيذ السياسة الجديدة، من تقديم تقارير عن التمييز على أساس التوجه الجنسي أو الهوية الجندرية. جاء التغيير من التماس مقدم من حركة المثليين للاندماج والتحرير، ونشأ من حدث في عام 2007 عندما قام موظف بتقديم التقرير الأول من هذا النوع في حالة حكومية. في يونيو 2014، قامت وزارة العمل رسميًا بتحديث «المبادئ المتعلقة بالحق في عدم التمييز» المنصوص عليها في قانون العمل، وفقًا لآثار قانون مناهضة التمييز الذي يتضمن التوجه الجنسي والهوية الجندرية كفئة محمية.
في ديسمبر 2015، أمرت محكمة بلدية تالكا بتعويض ثلاثة موظفين سابقين تم فصلهم بسبب توجههم الجنسي. يتطلب حكم المحكمة أيضًا تدريب العمدة خوان كاسترو برييتو ومسؤولين آخرين في مجال حقوق الإنسان.

### في المدارس
صدر القانون العام للتعليم في عام 2009، والذي تضمن مبادئ عدم التمييز واحترام التنوع. أطلقت وزارة التعليم في عام 2010 لائحة التعايش المدرسي، والتي تشير إلى أهمية القضاء على التمييز ضد مجتمع المثليين في الفصل الدراسي.
في سبتمبر 2011، وافق الكونغرس التشيلي على «قانون العنف المدرسي» الذي عدل القانون العام للتعليم لوضع التعاريف والإجراءات والعقوبات للعنف المدرسي والتنمر. القانون له تأثير إيجابي على مكافحة رهاب المثلية ورهاب التحول الجنسي في الفصول الدراسية. يتعين على المؤسسات التعليمية إنشاء لجنة تعايش مع مدرسة جيدة تكون مسؤولة عن الإدارة واتخاذ جميع التدابير اللازمة لضمان حياة مدرسية خالية من العنف.
في عام 2013، قامت هيئة الإشراف على التعليم بتحديث دليل المؤسسات التعليمية حول القواعد الإجرائية فيما يتعلق بالتعايش المدرسي، والذي يأمر بمعاملة غير تمييزية فيما يتعلق بالطلبة بناء على توجههم الجنسي أو هويتهم الجندرية، ويشير إلى أن تنظيم جميع المدارس يجب أن يعاقب أي عمل تمييزي بين أفراد المجتمع المدرسي.
في عام 2015، أقرت سياستان جديدتان لوزارة التعليم بأهمية تعزيز حقوق المثليين في المدارس. تضمن سياسة التعايش المدرسي الوطني للفترة 2018-2016 عدم التمييز بسبب التنوع الجنسي، ويتم دمجها في التقويم المدرسي لعام 2016 «اليوم الدولي لمناهضة رهاب المثلية ورهاب التحول الجنسي». توصي وزارة التعليم المدارس بتطوير الأنشطة التعليمية أو الفنية أو الثقافية أو الرياضية في ذكرى هذا التاريخ.
يضمن قانون الإدماج المدرسي، الذي دخل حيز التنفيذ في مارس 2016، عدم التمييز على أساس التوجه الجنسي والهوية الجندرية، مع الإشارة إلى قانون مناهضة التمييز.

### السكن
منذ عام 2015، يعترف قانون الاتحاد المدني رسميًا بالشركاء المثليين كعائلة، ويوفر الحماية في الحصول على السكن. أصدرت وزارة الإسكان وتخطيط المدن تعليمات في عام 2009 وسعت بشكل رسمي الاستفادة من تمكين الإسكان للشركاء المثليين. قالت الوزيرة باتريشيا بوبليت إن التمييز على أساس التوجه الجنسي أو الهوية الجندرية غير مسموح به في أي من الخدمات التي تقدمها وزارتها، لذلك يمكن للشركاء المثليين التقدم بطلب، بدون مشاكل، لإعانات الإسكان. في عام 2013، تم التأكيد على أن برنامج «دعم الإيجار» يفيد جميع الأسر والأزواج والشركاء الشباب بغض النظر عن التوجه الجنسي أو الهوية الجندرية.
منذ عام 2016، يعترف «السجل الاجتماعي للأسر المتساكنة» على الشركاء المثليين المتساكنين. إنه نظام معلومات يهدف إلى دعم ترشيح واختيار المستفيدين من المؤسسات والهيئات الحكومية التي تقدم منافع اجتماعية.

### قانون جرائم الكراهية
في عام 2012، عدل قانون مكافحة التمييز القانون الجنائي مضيفًا ظرفًا جديدًا مشددًا من المسؤولية الجنائية، على النحو التالي: «ارتكاب أو المشاركة في جريمة بدافع من الإيديولوجية أو الرأي السياسي أو الدين أو معتقدات الضحية؛ الأمة أو العرق أو العرق أو فئة اجتماعية؛ الجنس أو التوجه الجنسي أو الهوية الجندرية أو العمر أو الانتماء أو المظهر الشخصي أو المعاناة من المرض أو الإعاقة».

### قانون خطاب الكراهية
في يوليو 2017، قدم عشرة نواب مشروع قانون لتعديل القانون الجنائي ليشمل جريمة التحريض على الكراهية أو العنف ضد الأشخاص على أساس التوجه الجنسي والهوية الجندرية، من بين أوجه التمييز الأخرى. في 4 سبتمبر 2017، قدمت الرئيسة ميشال باشليت مشروع قانون إلى الكونغرس من شأنه تجريم التحريض على العنف ضد شخص أو مجموعة من الأشخاص، على أساس العرق أو الأصل القومي أو العرقي أو الجنس أو التوجه الجنسي أو الهوية الجندرية أو الدين أو المعتقدات. سيعدل القانون أيضًا قانون الصحافة وقانون المسؤولية الجنائية للكيانات القانونية.

### قانون مناهضة التعذيب
في نوفمبر/تشرين الثاني 2016، سنت الرئيسة ميشال باشليت قانون مناهضة التعذيب الذي ينص على عقوبات جنائية على التعذيب والمعاملة القاسية واللاإنسانية والمهينة. ويغطي الإيذاء البدني والنفسي والعنف الجنسي، ويشمل التوجه الجنسي والهوية الجندرية كفئات محمية. يهدف القانون إلى معاقبة الأشخاص الذين يشغلون مناصب في الخدمة العامة، سواء من الموظفين العموميين أو الأفراد في الخدمة العامة، والذين يحرضون على ممارسة التعذيب أو ينفذونها أو يقومون باخفائها.

### قانون الطفولة
يتضمن مشروع قانون «نظام ضمانات حقوق الطفولة» الحماية من التمييز ضد الأطفال والمراهقين من مجتمع المثليين. في 2 مايو 2017، وافقت الجلسة العامة لمجلس النواب على مشروع القانون بما في ذلك فئات مجتمع المثليين. توجه مشروع القانون إلى مجلس الشيوخ للمناقشة.
تنص المادة 9 من مشروع القانون على أنه «لا يجوز التمييز ضد أي طفل بشكل تعسفي بسبب توجهه الجنسي أوهويته الجندرية وتعبيره عن جندره أو بسبب خصائصه الجنسية»، من بين أوجه التمييز الأخرى.

### قانون الهجرة
يحظر مشروع قانون الهجرة والتهجر التمييز على أساس التوجه الجنسي والهوية الجندرية. أقر مجلس النواب مشروع القانون في 16 يناير 2019.

### قانون العنف الجنسي
ينص مشروع قانون العنف ضد المرأة على حق المرأة في حياة خالية من العنف. الغرض من هذا القانون هو منع العنف ضد المرأة والمعاقبة عليه والقضاء عليه، بغض النظر عن ميولها الجنسية أو هويتها الجندرية، من بين أمور أخرى. كما أنه يعدل قانون العقوبات وقانون العنف داخل الأسرة ليشمل الأزواج والشركاء المثليين. أقر مجلس النواب مشروع القانون في 17 يناير 2019.

### أمور أخرى
منذ عام 2010، ينص القانون 20.418 بشأن الحق في التعليم والمعلومات والتوجيه بشأن الخصوبة على أن «لكل شخص الحق في الخصوصية والخصوصية فيما يتعلق بخياراته وسلوكياته الجنسية، فضلاً عن الأساليب والعلاجات التي يختارونها لتنظيم أو تخطيط الحياة الجنسية.»
في مايو 2014، تم سن القانون 20.750 بشأن إدخال التلفزيون الرقمي للأرض. ينشئ القانون المجلس الوطني للتلفزيون الذي تتمثل مهمته الرئيسية في ضمان حسن سير الخدمات التلفزيونية. من المفهوم من خلال الأداء الصحيح لهذه الخدمات الاحترام الدائم، من خلال برمجتها، للتعددية. لأغراض هذا القانون، سيتم فهم التعددية على أنها «احترام للتنوع الاجتماعي والثقافي والعرقي والسياسي والديني والجنساني والتوجه الجنسي والتنوع في الهوية الجندرية، وسيكون من واجب أصحاب الامتياز وحائزي التصاريح التي يتم تنظيمها للخدمات التليفزيونية بموجب هذا القانون لمراعاة هذه المبادئ».
في ديسمبر 2015، وقعت الرئيسة ميشال باشليت مرسومًا لإنشاء مكتب وكيل وزارة حقوق الإنسان وإنشاء لجنة مشتركة بين الوزارات لحقوق الإنسان. وتنص على خطة وطنية لحقوق الإنسان تسعى إلى منع التمييز، مع إشارة محددة إلى قانون مكافحة التمييز الذي يحمي مجتمع المثليين في تشيلي.

## الهوية الجندرية والتعبير عنها
في تشيلي، غالباً ما يرتبط التحول الجنسي خطأ بالمثلية الجنسية. في العقد الأول من القرن الحادي والعشرين، بدأت الحقوق القانونية للأشخاص المتحولين جنسياً في تشيلي في التحسن والحصول على الاعتراف القانوني. منذ عام 2012، يعترف القانون رقم 20609 صراحة بالحماية القانونية للهوية الجندرية، ويحظر التمييز على هذا الأساس ويضيفه كعامل مشدد للمسؤولية الجنائية. من أواخر عام 2019، سيسمح قانون الهوية الجندرية للأشخاص المتحولين جنسياً الذين تزيد أعمارهم عن 14 عامًا بتغيير أسمائهم ونوع جنسهم بشكل قانوني في جميع الوثائق الرسمية. حاليا، يمكن تغيير الاسم والجنس القانوني من خلال عملية قضائية. وفقًا للبيانات الرسمية الصادرة عن السجل المدني ودائرة تحديد الهوية، فقد غيّر 186 شخصًا جنسهم بين عامي 2007 و 2016.

### قانون الهوية الجندرية
ينص القانون 21.120، الذي يعترف بالحق في الهوية الجندرية ويحميها، والذي قدم في عام 2013 وسُن في عام 2018، على إجراء قانوني يسمح بتغيير الاسم والجنس المسجل في جميع الوثائق الرسمية. بالنسبة للأشخاص غير المتزوجين الذين تزيد أعمارهم عن 18 عامًا، يُطلب التغيير عن طريق تقديم طلب إلى السجل المدني وخدمة تحديد الهوية، دون الحاجة لإثبات العلاج بالهرمونات البديلة أو الخضوع لجراحة إعادة تحديد الجنس.
يجب على الأطفال الذين تقل أعمارهم عن 18 عامًا وأكبر من 14 عامًا إكمال العملية أمام محاكم الأسرة، إما عن طريق الوالد القانوني أو من يمثلهم أو بمفردهم، إذا قبل القاضي الخيار الأخير. لمثل هذه الآثار، يجب تقديم السوابق على السياق النفسي والاجتماعي والأسري للمراهقين وأقاربهم. الأطفال دون سن 14 عامًا، على الرغم من أنهم لن يكونوا قادرين على إجراء تحول جنسي من خلال القانون، سيتم الاعتراف بهم كمتحولين جنسياً.
يضمن القانون مبادئ أساسية، عدم الاعتلال، والتمييز غير التعسفي، والسرية، والكرامة في المعاملة، ومصالح الطفل الفضلى والاستقلال التدريجي. بالإضافة إلى ذلك، لكي يدخل القانون حيز التنفيذ، ينشئ القانونان اللذان يتضمنان برامج مرافقة للتحول الجنسي للقاصرين، وآخر بشأن متطلبات والاعتماد لتغيير الاسم والجنس المسجل. وأخيراً، يضاف «التعبير الجندري» كفئة محمية إلى قانون مكافحة التمييز.

#### تاريخ
بعد خمس سنوات من النقاش في الكونغرس، في 5 سبتمبر 2018، وافق مجلس الشيوخ على مشروع القانون في تصويت 26 صوتًا لصالح مقابل 14 صوتا ضد (26-14). في 12 سبتمبر، فعل مجلس النواب الشيء نفسه في تصويت 95 صوتا لصالحه مقابل 46 صوتا ضده (95-46). في 25 أكتوبر 2018، أعلنت المحكمة الدستورية دستورية القانون المعتمد. في 28 نوفمبر 2018، وقع الرئيس سبستيان بنييرا القانون وسنه. في 10 ديسمبر 2018، تم نشر القانون في الجريدة الرسمية.

### تغيير الجنس (1974-2018)
في عام 1974، أصبحت «مارسيا أليخاندرا توريس» أول شخص في تشيلي يقوم بتغيير اسمها ونوع جنسها بشكل قانوني في شهادة الميلاد. في السابق، في مايو 1973، كانت مارسيا أول شخص في البلاد يخضع لجراحة إعادة تحديدالجنس.
حتى عام 2018، لم يوجد في تشيلي قانون محدد سارٍ ينظم إجراءً، ولا متطلبات محددة، لتحقيق تغيير الجنس القانوني في الوثائق. يجب الشروع في عملية قانونية أمام محكمة مدنية، باستخدام الإجراء لتغيير اسم القانون رقم 17344. يجب تقديم عدد من الشهود، ووفقًا لمتطلبات كل قاضٍ، يجب إرفاق تقييمات نفسية، وشهادات تثبت التدخلات الجراحية أو العلاج ببدائل الهرمونات. يكون قرار الحكم وفقًا لتقدير المحكمة، والذي قد يوافق في نهاية المطاف على تغيير الاسم فقط، أو ترك الجنس المحدد عند الولادة، أو تعديل كليهما.
في عام 2007، سُمح للناشط المتحول جنسيا أندريس ريفيرا وامرأة متحولة جنسية أخرى، بموجب أمر قضائي، بتغيير اسمهما ونوع جنسهما في المستندات القانونية. في كلتا الحالتين، لأول مرة، كانت الجراحة ليست شرطا. سمحت العديد من أحكام المحاكم بتغيير الاسم والجنس في شهادات الميلاد، حيث لم تكن جراحة إعادة تحديد الجنس من متطلبات القاضي.

### السياسة العامة
حققت مجموعة حركة المثليين للاندماج والتحرير في عام 2001 أن السجل المدني قد أصدر إعلانًا مكّن المتحولين جنسياً في تشيلي من الحصول على وثائق هويتهم دون الحاجة إلى تغيير مظهرهم. في عام 2009، أمرت المنظمة الوطنية لقوات الدرك بإنهاء العقوبات التأديبية ضد الأعضاء والتي منعتهم من ارتداء ملابسهم وفقًا لهويتهم الجندرية.
في عام 2011، وافقت وزارة الصحة على التعميم الذي يُلزم بالاتصال وتسجيل المتحولين جنسياً باسمهم الاجتماعي في جميع مراكز الرعاية في تشيلي. وأطلقت البروتوكول الأول الذي ينظم على المستوى الوطني الإجراءات الطبية لتغيير الجنس. سبق هذا خطة تجريبية للرعاية الطبية المجانية للمتحولين جنسياً، والتي تم تنفيذها من قبل وزارة الصحة من خلال اقتراح من حركة المثليين للاندماج والتحرير. في عام 2002، أنشأت بعض المكاتب بالفعل سجلاً صحيًا معينًا للمتحولين جنسياً حتى يتمكنوا من تلقي الرعاية الكافية لهويتهم الجندرية.
منذ عام 2013، يتم تمويل العمليات الجراحية لإعادة تحديد الجنس والعلاج الهرموني من قبل نظام الصحة العامة (بالإسبانية: Fondo Nacional de Salud)‏.

### الأطفال والمراهقون المتحولون جنسيا
حتى قبل إقرار القانون في نوفمبر 2018، قام بعض الأطفال المتحولين جنسياً بتغيير أسمائهم ونوع جنسهم في المستندات القانونية بإذن قضائي. يمكن أن تختلف المتطلبات وفقًا لتقدير القاضي، وتم الإعلان عن بعض الحالات.
في أبريل 2017، أصدرت وزارة التعليم نشرة وزارية بعنوان «حقوق الفتيات والفتيان والطلاب المتحولين في مجال التعليم». تشير الوثيقة، الموجهة إلى إدارات المدارس في جميع أنحاء البلاد، إلى أن عدم الامتثال للتدابير يشكل مخالفة تُعاقب وفقًا لخطورتها. تتضمن بعض التدابير المطلوبة للمدارس ما يلي: ضمان الاسم الاجتماعي للطلاب المتحولين في جميع المجالات؛ ضمان الحق في ارتداء الزي الرسمي أو الملابس الرياضية أو الملحقات حسب هويتهم الجندرية؛ وتوفير مرافق الحمام والاستحمام التي تحترم الهوية الجندرية للطلاب المتحولين جنسياً.
يعترف مشروع «نظام ضمانات حقوق الطفولة» بحق الأطفال والمراهقين في تطوير هويتهم الجندرية. تنص المادة 19 المستندة إلى «الهوية» على أنه «يحق لكل طفل، منذ ولادته، أن يكون له اسم وجنسية ولغة منشأ؛ لمعرفة هوية آبائهم و/أو أمهاتهم؛ للحفاظ على علاقاتهم الأسرية وفقًا للقانون؛ ومعرفة وممارسة ثقافة مكانهم الأصلي، وبشكل عام، الحفاظ على هويتهم وخصوصياتهم وتطويرها، بما في ذلك هويتهم الجندرية.»

## حقوق ثنائيي الجنس
وفقًا لخدمة السجل المدني وتحديد الهوية، بين عامي 2006 و 2017، تم تسجيل 269 طفلاً ثنائي الجنس تحت فئة «الجنس غير المحدد» في السجلات الرسمية. في يناير 2016، أمرت وزارة الصحة التشيلية مؤقتًا بتعليق علاج «تصحيح» الأطفال ثنائيي الجنس. انتهت المبادئ التوجيهية في أغسطس 2016. قانون مكافحة التمييز معروض على مجلس الشيوخ.

## الخدمة العسكرية
لا تميز القوات المسلحة في تشيلي على أساس التوجه الجنسي والهوية الجندرية. يحظر رسميا التمييز ضد مجتمع المثليين.
في عام 2012، أبلغ القائد الأعلى للجيش التشيلي خوان ميغيل فوينتي ألبا عن إلغاء جميع القواعد واللوائح التي منعت المثليين من دخول القوات المسلحة. في 10 سبتمبر 2012، بموجب أمر القيادة رقم 6583/126، أُعلن صراحةً إلغاء جميع قواعد أو أحكام اللوائح المؤسسية، التي تتعارض مع مبدأ عدم التمييز وفقًا لقانون مكافحة التمييز.
في عام 2014، أنشأت وزارة الدفاع الوطني لجنة التنوع وعدم التمييز والتي تهدف إلى دفع تدابير ملموسة للقضاء على التمييز والاستبعاد التعسفي في الجيش. المثال، الذي يتألف من ممثلين عن جميع فروع جيش تشيلي، يحظر صراحة التمييز على أساس التوجه الجنسي والهوية الجندرية. القرار، الذي وقعه وزير الدفاع خورخي بورغوس، جعل الحكومة مسؤولة عن إنشاء خدمات مسلحة أكثر شمولاً.
في نفس العام، أصبح عضو البحرية موريسيو رويز أول عضو خدم في القوات المسلحة يعلن عن كونه مثلي الجنس. وقال رويز إن ما هو أكثر أهمية هو عدم وجود توجه جنسي للجندي، بل استعداده لخدمة البلد. جاء إعلانه بدعم كامل من البحرية التشيلية.
في 29 مايو 2015، أصدر القائد الأعلى للقوات المسلحة هامبرتو أوفييدو، الذي يدرك قوانين مكافحة التمييز، ولزوم التغيير الثقافي داخل الجيش، أمر قيادة لتوسيع واستكمال أمر 2012 الذي تضمن إلغاء جميع القواعد المخالفة لقانون مناهضة التمييز. لقد ثبت بشكل قاطع أن «الجيش التشيلي، كمؤسسة يجب أن ينتمي إليها جميع أبناء تشيلي دون استثناء، لا يميز بشكل تعسفي على أساس العرق أو الأصل العرقي أو الوضع الاجتماعي - الاقتصادي أو الدين أو المعتقد أو الجنس أو التوجه الجنسي أو الهوية الجندرية، الحالة الزوجية أو الانتماء أو المظهر الشخصي أو أي سبب آخر.» التصرفات التمييزية لموظفيها «محظورة بشكل صريح ونهائي». إذا انتهك شخص ما هذا المبدأ فسوف يتحمل «جريمة خطيرة للغاية، مهما كانت مرتبته، فئة أو نوع عقده».

## التبرع بالدم
في عام 2013، رفعت وزارة الصحة حظراً على التبرع بالدم للمثليين والمثليات.
قبل ذلك، كان يُطلب من المتبرعين بالدم المحتملين توجههم الجنسي كجزء من استبيان من شأنه أن يقرر ما إذا كانت دمهم قابل للتبرع أم لا. أي شخص يعرف بأنه مثلي الجنس، مثلية الجنس أو مزدوج التوجه الجنسي كان ممنوعا من التبرع بالدم. اللغة الحالية في الاستبيان الآن تقيد فقط الجهات المانحة مع تاريخ من السلوك الجنسي المحفوف بالمخاطر، بغض النظر عن التوجه الجنسي للمتبرع. يتم تعريف السلوك الجنسي المحفوف بالمخاطر من قبل وزارة الصحة على أنه ممارسة الجنس مع أكثر من شريك في الأشهر ال12 الماضية.

## علاج التحويل
في يونيو 2015، أعلنت كلية تشيلي لعلماء النفس رفضها لتحقيق ما يسمى «العلاج التعويضي لعلاج المثلية الجنسية»، والمعروفة أيضًا باسم علاج التحويل. بعد إجراء تحقيق، من خلال لجنة الجندر والتنوع الجنسي، أعلنت أن «التوجهات الجنسية المختلفة ليست انحرافات أو مرض عقلي، وبالتالي، لا يوجد مرض ليتم علاجه». من خلال بيان صحفي، ذكروا أنه «لا توجد دراسة علمية تُظهر أن علاجات التحويل تغيّر المثلية الجنسية، لذلك لا ينتج عنها سوى الإحباط والأضرار للأشخاص المتأثرين».
في فبراير 2016، أعربت وزارة الصحة التشيلية لأول مرة عن معارضتها لعلاج التحويل. وقالت «إننا نعتبر أن الممارسات المعروفة باسم 'العلاجات التعويضية' أو'علاجات تحويل المثلية الجنسية' تمثل تهديدًا خطيرًا للصحة والرفاهية، بما في ذلك حياة الأشخاص المتأثرين».

### مشروع قانون حماية الصحة النفسية
في 18 أكتوبر 2017، أقر مجلس النواب «مشروع قانون حماية الصحة العقلية»، الذي ينص في المادة 6 منه على أنه «لا يمكن إجراء تشخيص للصحة العقلية استنادًا إلى معايير تتعلق بالمجموعة السياسية أو الاجتماعية والاقتصادية أو الثقافية أو العرقية أو الدينية الشخص، ولا مع هويتهم أو توجهاتهم الجنسية». توجه مشروع القانون إلى مجلس الشيوخ للمناقشة.

## الرأي العام
أظهر الرأي العام دعمًا كبيرًا للاتحادات المدنية المثلية: فقد أيد 65% تقنينها في عام 2004، رغم أن 24% فقط أيدوا زواج المثليين.
في عام 2009، أيد 33.2% زواج المثليين و 26.5% أيدوا تبني المثليين للأطفال. يعتبر الدعم بين الشباب أعلى بكثير: وفقا لدراسة أجراها المعهد الوطني للشباب في تشيلي، أيد 56% من الشباب المجيبين الزواج من نفس الجنس، بينما أيد 51.3% تبني المثليين للأطفال.
وجد استطلاع للرأي أجري في أغسطس 2012 أن 54.9% من التشيليين يؤيدون زواج المثليين، بينما يعارضه 40.7%. أظهر استطلاع حديث أن 70% من الشباب يؤيدون زواج المثليين.
في 7 سبتمبر 2015، وجد استطلاع للرأي أن 60% من التشيليين يدعمون زواج المثليين، بينما يدعم 44% تبني المثليين للأطفال.
في 23 كانون الثاني/يناير 2017، توصلت دراسة استقصائية أجرتها نفس شركة استطلاع الرأي إلى أن 64% من التشيليين يؤيدون زواج المثليين، بما في ذلك 71% من الأشخاص غير المنتسبين لأي دين (24% من العينة)، و 66% من الكاثوليك (58% من العينة) و 41% من الانجيليين (14% من العينة). كان الدعم أعلى بين اليساريين (72%) والتشيليين الوسطيين (71%)، بينما كان أقل بين المستقلين (64%) واليمينيين (55%).
كشف استطلاع إيبسوس الذي شمل 27 دولة حول المتحولين جنسيا أن تشيلي لديها أعلى القبول في المجتمع لشخص من المتحولين جنسيا من جميع البلدان، مع 82% يوافقون ينبغي أن يسمح أن المتحولين جنسيا جراحة بحيث يجسد الجسم هويتهم، 79% يوافقون أن الشخص المتحول جنسياً يجب أن يكون قادرًا على الحمل أو الولادة إذا أمكن ذلك، 70% يوافقون على وسائل الحماية من التمييز، 69% يوافقون على السماح للأشخاص المتحولين جنسياً باستخدام الحمام المتوافق مع الجنس الذي يحددونه، و 13% فقط يعتقدون أن المتحولين جنسياً «يعاني من مرض عقلي». أظهر استطلاع مارس 2018 أن 67% أيدوا قانون الهوية الجندرية، بينما أيد 37% فقط السماح لأطفال بتغيير جنسهم.
في 8 أيار/مايو 2018، وجدت دراسة استقصائية ل«مؤسسة كادم» أن 65% و 52% من التشيليين يؤيدون زواج المثليين وتبني المثليين للأطفال، على التوالي.

## ملخص
| قانونية النشاط الجنسي المثلي                                                             | (قانوني منذ عام 1999)                                                                                |
| المساواة في السن القانوني للنشاط الجنسي                                                  | (للرجال، في الانتظار)/ (للنساء)                                                                      |
| قوانين مكافحة التمييز في التوظيف                                                         | (قانوني منذ عام 2012 على أساس التوجه الجنسي والهوية الجندرية، منذ عام 2018 على أساس التعبير الجندري) |
| قوانين مكافحة التمييز في توفير السلع والخدمات                                            | (قانوني منذ عام 2012 على أساس التوجه الجنسي والهوية الجندرية، منذ عام 2018 على أساس التعبير الجندري) |
| قوانين مكافحة التمييز في جميع المجالات الأخرى (تتضمن التمييز غير المباشر، خطاب الكراهية) | (قانوني منذ عام 2012 على أساس التوجه الجنسي والهوية الجندرية، منذ عام 2018 على أساس التعبير الجندري) |
| قوانين مكافحة أشكال التمييز المعنية بالهوية الجندرية                                     | (قانوني منذ عام 2012 على أساس التوجه الجنسي والهوية الجندرية، منذ عام 2018 على أساس التعبير الجندري) |
| قوانين جرائم الكراهية تشمل التوجه الجنسي والهوية الجندرية                                | (منذ عام 2012، من خلال ظرف مشدد)                                                                     |
| قوانين خطاب الكراهية تشمل التوجه الجنسي والهوية الجندرية                                 | (مقترح)                                                                                              |
| قانون مناهضة التعذيب يشمل التوجه الجنسي والهوية الجندرية                                 | Yes                                                                                                  |
| زواج المثليين                                                                            | (في الانتظار)                                                                                        |
| الاعتراف القانوني بالعلاقات المثلية                                                      | (منذ عام 2015)                                                                                       |
| السماح للشخص العازب بالتبني بغض النظر عن توجهه الجنسي                                    | Yes                                                                                                  |
| تبني أحد الشريكين للطفل البيولوجي للشريك الآخر                                           | (في الانتظار)                                                                                        |
| التبني المشترك للأزواج المثليين                                                          | (في الانتظار)                                                                                        |
| يسمح للمثليين والمثليات ومزدوجي التوجه الجنسي بالخدمة علناً في القوات المسلحة             | (منذ عام 2012)                                                                                       |
| الحق بتغيير الجنس القانوني                                                               | (منذ عام 1974، من خلال الإعلان الذاتي منذ عام 2019)                                                  |
| حماية ثنائيي الجنس القاصرين من العمليات الجراحية التعسفية                                | (منذ عام 2015)                                                                                       |
| الخيار الثالث "نوع الجنس غير المحدد" للأطفال ثنائيي الجنس على شهادات الميلاد             | (منذ عام 2006)                                                                                       |
| قانون مكافحة التمييز ضد مجتمع المثليين في المدارس العامة والخاصة                         | (منذ عام 2016)                                                                                       |
| قانون مكافحة التنمر ضد مجتمع المثليين في المدارس العامة والخاصة                          | (منذ عام 2011)                                                                                       |
| علاج التحويل محظور على القاصرين                                                          | (في الانتظار)                                                                                        |
| الحصول على أطفال أنابيب للمثليات                                                         | Yes                                                                                                  |
| الأمومة التلقائية للطفل بعد الولادة                                                      | (في الانتظار)                                                                                        |
| تأجير الأرحام التجاري للأزواج المثليين من الذكور                                         | (الحظر على تاجير الارحام التجاري في الانتظار؛ السماح بتأجير الأرحام غير التجاري في الانتظار)         |
| السماح للرجال الذين مارسوا الجنس الشرجي التبرع بالدم                                     | (منذ عام 2013)                                                                                       |